# Rinascita (partito politico bulgaro)
Rinascita (in bulgaro Възраждане?, Văzraždane) è un partito politico ultranazionalista bulgaro.

## Storia
Nel giugno 2014, Kostadin Kostadinov ha dichiarato ai media che il 2 agosto dello stesso anno, nella città di Pliska, si sarebbe tenuta un'Assemblea costituente per la creazione di un nuovo partito denominato "Rinascita". I promotori scelsero il giorno in cui si celebrava l'anniversario della Rivolta Ilinden-Preobrazeni. Kostadin Kostadinov fondò il nuovo il partito a seguito dell'insoddisfazione per la rielezione di Krasimir Karakačanov a leader del VMRO - Movimento Nazionale Bulgaro nel 2012.
Alle elezioni parlamentari del novembre 2021 Rinascita riesce per la prima volta a superare la soglia di sbarramento del 4% ed a entrare nell'Assemblea nazionale Bulgara. Alle elezioni dei successivi due anni aumenta considerevolmente i propri consensi, e di pari passo la rappresentanza parlamentare, ma rimane sempre all'opposizione dei governi formati.

## Risultati elettorali
| Elezioni                   | Voti    | %     | Seggi    | Posizione   |
| -------------------------- | ------- | ----- | -------- | ----------- |
| Parlamentari 2017          | 37.896  | 1,11  | 0 / 240  | -           |
| Europee 2019               | 20.319  | 1,04  | 0 / 17   | -           |
| Parlamentari aprile 2021   | 78.395  | 2,41  | 0 / 240  | -           |
| Parlamentari luglio 2021   | 82.147  | 2,97  | 0 / 240  | -           |
| Parlamentari novembre 2021 | 127.568 | 4,86  | 13 / 240 | Opposizione |
| Parlamentari 2022          | 254 925 | 9,83  | 27 / 240 | Opposizione |
| Parlamentari 2023          | 357.167 | 14,15 | 37 / 240 | Opposizione |
| Europee 2024               | 281.434 | 13,98 | 3 / 17   | -           |